# Liste der Kulturdenkmäler in Canillo

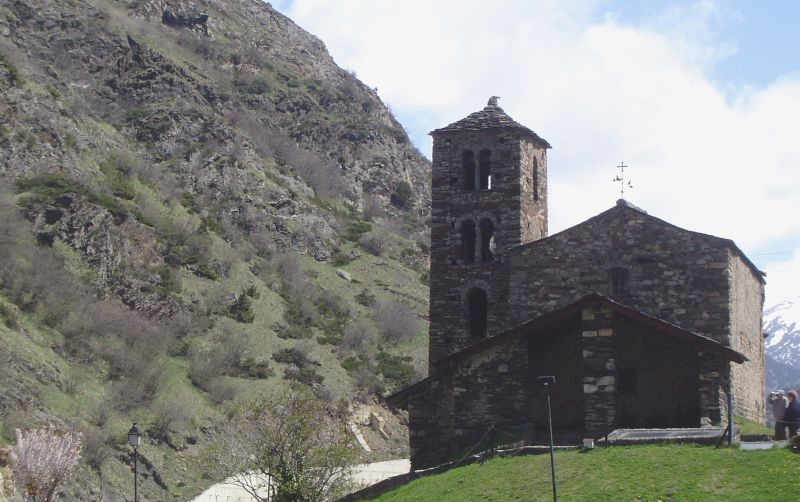
Església de Sant Joan de Caselles

In der Liste der Kulturdenkmäler in Canillo sind alle Kulturdenkmäler der andorranischen Parròquia Canillo aufgelistet. Grundlage ist das Gesetz über das kulturelle Erbe Andorras (Llei del patrimoni cultural d’Andorra) vom 12. Juni 2003.

## Baudenkmäler
- Església de Sant Serni de Canillo
- Església de Sant Bartomeu de Soldeu
- Església de Sant Pere del Tarter
- Església de Sant Joan de Caselles
- Església de la Santa Creu
- Església de Sant Miquel de Prats
- Santuari vell de Meritxell
- Santuari nou de Meritxell

## Archäologische Bereiche
- Meners de Ransol
- Gravats de la Roca de les Bruixes